# Lista meczów reprezentacji Polski w futsalu kobiet
Oficjalne mecze międzypaństwowe reprezentacji Polski kobiet w futsalu:
| Lp.  | Data  | Miejsce      | Gospodarz       | –    | Gość       | Wynik      | Bramki dla Polski | Uwagi                                             |
| 2013 | 2013  | 2013         | 2013            | 2013 | 2013       | 2013       | 2013 | 2013                                              |
| ---- | ----- | ------------ | --------------- | ---- | ---------- | ---------- | --- | ------------------------------------------------- |
| 1.   | 09.10 | Głogówek     | Polska          | –    | Czechy     | 2:2 (0:2)  | Justyna Maziarz 2 |                                                   |
| 2.   | 10.10 | Głogówek     | Polska          | –    | Czechy     | 4:1 (3:0)  | Marta Kosiorek 2, Justyna Maziarz 2 |                                                   |
| 3.   | 07.11 | Krosno       | Polska          | –    | Ukraina    | 3:5 (2:2)  | Agata Sobkowicz 2, Justyna Maziarz |                                                   |
| 4.   | 08.11 | Nowosielce   | Polska          | –    | Ukraina    | 5:3 (3:1)  | Agata Sobkowicz 3, Adrianna Sikora, Joanna Pałaszewska                                                                                       |                                                   |
| 2014 |       |              |                 |      |            |            | |                                                   |
| 5.   | 26.02 | Pardubice    | Czechy          | –    | Polska     | 1:2 (1:2)  | Justyna Maziarz, Alicja Zając |                                                   |
| 6.   | 27.02 | Pardubice    | Czechy          | –    | Polska     | 2:3 (1:1)  | Justyna Maziarz 3 |                                                   |
| 2016 |       |              |                 |      |            |            | |                                                   |
| 7.   | 06.05 | Krasnogorsk  | Rosja           | –    | Polska     | 6:1 (4:0)  | Magdalena Knysak | towarzyski "Turniej Dzień Zwycięstwa"             |
| 8.   | 07.05 | Krasnogorsk  | Polska          | –    | Hiszpania  | 0:9 (0:3)  | | towarzyski "Turniej Dzień Zwycięstwa"             |
| 9.   | 09.05 | Krasnogorsk  | Polska          | –    | Iran       | 1:2 (1:1)  | Kinga Wilk | towarzyski "Turniej Dzień Zwycięstwa"             |
| 10.  | 09.12 | Ostrawa      | Polska          | –    | Słowacja   | 1:1 (1:0)  | Magdalena Knysak | towarzyski Turniej Państw Wyszehradzkich          |
| 11.  | 11.12 | Ostrawa      | Czechy          | –    | Polska     | 2:5 (1:2)  | Alicja Zając 2, Renata Uchnast, Magdalena Knysak, Natalia Sitarz                                                                             | towarzyski Turniej Państw Wyszehradzkich          |
| 2017 |       |              |                 |      |            |            | |                                                   |
| 12.  | 22.04 | Piaski       | Polska          | –    | Ukraina    | 4:3 (4:3)  | Magdalena Knysak 2, Agata Sobkowicz, Justyna Maziarz                                                                                         |                                                   |
| 13.  | 23.04 | Chełm        | Polska          | –    | Ukraina    | 1:3 (0:1)  | Natalia Sitarz |                                                   |
| 14.  | 18.11 | Lubawa       | Polska          | –    | Finlandia  | 1:2 (0:0)  | Alicja Zając |                                                   |
| 15.  | 19.11 | Ostróda      | Polska          | –    | Finlandia  | 2:3 (1:2)  | Justyna Maziarz, Natalia Sitarz |                                                   |
| 16.  | 09.12 | Budapeszt    | Polska          | –    | Słowacja   | 3:0 (1:0)  | Alicja Busza, Klaudia Kubaszek, Alicja Zając                                                                                                 | towarzyski Turniej Państw Wyszehradzkich          |
| 17.  | 10.12 | Budapeszt    | Czechy          | –    | Polska     | 2:1 (1:0)  | Agata Sobkowicz | towarzyski Turniej Państw Wyszehradzkich          |
| 2018 |       |              |                 |      |            |            | |                                                   |
| 18.  | 13.04 | Gorzów Wlkp. | Polska          | –    | Rosja      | 2:4 (1:2)  | Agata Sobkowicz, Renata Uchnast |                                                   |
| 19.  | 14.04 | Gorzów Wlkp. | Polska          | –    | Rosja      | 1:3 (0:2)  | Agata Sobkowicz |                                                   |
| 20.  | 06.05 | Krasnogorsk  | Rosja           | –    | Polska     | 4:1 (3:1)  | Justyna Maziarz | towarzyski "Turniej Dzień Zwycięstwa"             |
| 21.  | 07.05 | Krasnogorsk  | Polska          | –    | Hiszpania  | 0:4 (0:1)  | | towarzyski "Turniej Dzień Zwycięstwa"             |
| 22.  | 09.05 | Krasnogorsk  | Polska          | –    | Węgry      | 5:4 (3:2)  | Justyna Maziarz 2, Agata Sobkowicz, Natalia Sitarz, Agnieszka Karcz                                                                          | towarzyski "Turniej Dzień Zwycięstwa"             |
| 23.  | 06.09 | Kijów        | Ukraina         | –    | Polska     | 5:2 (3:1)  | Sandra Lichtenstein, Julia Basta |                                                   |
| 24.  | 12.09 | Madryt       | Włochy          | –    | Polska     | 6:1 (3:1)  | Katarzyna Włodarczyk | turniej eliminacyjny EURO 2019                    |
| 25.  | 13.09 | Madryt       | Hiszpania       | –    | Polska     | 8:0 (2:0)  | | turniej eliminacyjny EURO 2019                    |
| 26.  | 15.09 | Madryt       | Polska          | –    | Rumunia    | 4:2 (4:2)  | Sandra Lichtenstein 2, Katarzyna Włodarczyk, Alicja Zając                                                                                    | turniej eliminacyjny EURO 2019                    |
| 27.  | 15.12 | Ostrawa      | Czechy          | –    | Polska     | 2:2 (2:1)  | Katarzyna Włodarczyk, Alicja Zając | towarzyski Turniej Państw Wyszehradzkich          |
| 28.  | 16.12 | Ostrawa      | Polska          | –    | Węgry      | 1:0 (0:0)  | Katarzyna Włodarczyk | towarzyski Turniej Państw Wyszehradzkich          |
| 2019 |       |              |                 |      |            |            | |                                                   |
| 29.  | 07.03 | Białystok    | Polska          | –    | Białoruś   | 3:1 (2:0)  | Katarzyna Włodarczyk 2, Małgorzata Bartosiewicz                                                                                              |                                                   |
| 30.  | 08.03 | Sokółka      | Polska          | –    | Białoruś   | 10:3 (5:0) | Agnieszka Karcz 2, Julia Basta 2, Ewelina Bolko, Małgorzata Bartosiewicz, Justyna Maziarz, Katarzyna Moskała, Monika Jaskółka, Urszula Kowal |                                                   |
| 31.  | 27.06 | Varaždin     | Chorwacja       | –    | Polska     | 4:5 (1:2)  | Justyna Maziarz 3, Magdalena Knysak, Julia Basta.                                                                                            | towarzyski turniej Futsal Week Women's Summer Cup |
| 32.  | 28.06 | Varaždin     | Polska          | –    | Włochy     | 0:4 (0:1)  | | towarzyski turniej Futsal Week Women's Summer Cup |
| 33.  | 30.06 | Varaždin     | Polska          | –    | Mołdawia   | 3:1 (1:0)  | Magdalena Knysak 2, Justyna Maziarz. | towarzyski turniej Futsal Week Women's Summer Cup |
| 34.  | 3.11  | Poznań       | Polska          | –    | Niderlandy | 1:2 (0:1)  | Alicja Zając |                                                   |
| 35.  | 4.11  | Gniezno      | Polska          | –    | Niderlandy | 0:0 (0:0)  | |                                                   |
| 36.  | 7.12  | Toruń        | Polska          | –    | Słowenia   | 7:2 (3:0)  | Justyna Maziarz 2, Anna Zapała 2, Magdalena Knysak, Alicja Zając, Małgorzata Bartosiewicz                                                    |                                                   |
| 37.  | 8.12  | Unisław      | Polska          | –    | Słowenia   | 2:0 (1:0)  | Anna Kowalczyk, Anna Zapała |                                                   |
| 2021 |       |              |                 |      |            |            | |                                                   |
| 38.  | 16.06 | Użhorod      | Ukraina         | -    | Polska     | 4:2 (2:2)  | Magdalena Knysak, Katarzyna Włodarczyk |                                                   |
| 39.  | 17.06 | Użhorod      | Ukraina         | -    | Polska     | 5:4 (3:3)  | Magdalena Knysak 2, Katarzyna Włodarczyk, Szostak                                                                                            |                                                   |
| 40.  | 18.09 | Helsingborg  | Szwecja         | -    | Polska     | 5:5 (2:2)  | Wiktoria Nowak, Julia Szostak, Magdalena Knysak, Sandra Bukowska, Patrycja Sutkowska                                                         |                                                   |
| 41.  | 19.09 | Helsingborg  | Szwecja         | -    | Polska     | 3:3 (1:2)  | Klaudia Kubaszek, Wiktoria Nowak, Paula Fronczak                                                                                             |                                                   |
| 42.  | 20.10 | Karlovac     | Polska          | -    | Chorwacja  | 5:1 (2:1)  | Katarzyna Włodarczyk, Justyna Maziarz, Magdalena Knysak 2, Sandra Bukowska                                                                   | turniej eliminacyjny EURO 2022                    |
| 43.  | 21.10 | Karlovac     | Polska          | -    | Portugalia | 2:7 (1:4)  | Wiktoria Nowak, Magdalena Knysak | turniej eliminacyjny EURO 2022                    |
| 44.  | 23.10 | Karlovac     | Słowenia        | -    | Polska     | 2:7 (1:6)  | Wiktoria Nowak 2, Magdalena Knysak, Julia Szostak, Patrycja Sutkowska, Sandra Bukowska, Katarzyna Moskała                                    | turniej eliminacyjny EURO 2022                    |
| 2022 |       |              |                 |      |            |            | |                                                   |
| 45.  | 21.06 | Poreč        | Finlandia       | -    | Polska     | 0:1 (0:1)  | Justyna Maziarz | towarzyski turniej Futsal Week Women's Summer Cup |
| 46.  | 22.06 | Poreč        | Szwecja         | -    | Polska     | 2:2 (1:1)  | Katarzyna Włodarczyk, Justyna Maziarz | towarzyski turniej Futsal Week Women's Summer Cup |
| 47.  | 23.06 | Poreč        | Węgry           | -    | Polska     | 0:2 (0:2)  | Magdalena Knysak, Klaudia Kubaszek | towarzyski turniej Futsal Week Women's Summer Cup |
| 48.  | 26.06 | Poreč        | Chorwacja       | -    | Polska     | 2:2 (0:2)  | Paula Fronczak, Eliza Ostrowska | towarzyski turniej Futsal Week Women's Summer Cup |
| 49.  | 2.09. | Alingsås     | Szwecja         | -    | Polska     | 5:3 (2:1)  | Wiktoria Nowak, Anna Chóraś, Natalia Nosalik                                                                                                 |                                                   |
| 50.  | 3.09  | Alingsås     | Polska          | -    | Finlandia  | 1:2 (0:1)  | Kinga Ejzel |                                                   |
| 51.  | 25.09 | Poprad       | Słowacja        | -    | Polska     | 1:3 (0:1)  | Magdalena Knysak 2 Izabela Tracz |                                                   |
| 52.  | 26.09 | Poprad       | Słowacja        | -    | Polska     | 0:7 (0:2)  | Paula Fronczak 2 Izabela Tracz Natalia Nosalik Anna Chóraś Wiktoria Nowak Kinga Ejzel                                                        |                                                   |
| 53.  | 19.10 | Poznań       | Chorwacja       | -    | Polska     | 0:2 (0:1)  | Katarzyna Moskała Klaudia Kubaszek | turniej eliminacyjny EURO 2023                    |
| 54.  | 20.10 | Poznań       | Niderlandy      | -    | Polska     | 2:1 (0:0)  | Anna Chóraś | turniej eliminacyjny EURO 2023                    |
| 55.  | 22.10 | Poznań       | Polska          | -    | Ukraina    | 1:1 (1:1)  | Paula Fronczak | turniej eliminacyjny EURO 2023                    |
| 2023 |       |              |                 |      |            |            | |                                                   |
| 56.  | 13.06 | Poreč        | Chorwacja       | -    | Polska     | 0:8 (0:2)  | Agata Sobkowicz 4, Nina Mijoč (sam.), Paula Fronczak, Katarzyna Moskała                                                                      | towarzyski turniej Futsal Week Women's Summer Cup |
| 57.  | 14.06 | Poreč        | Szwecja         | -    | Polska     | 2:2 (1:1)  | Ida Lindqvist (sam.), Klaudia Kubaszek | towarzyski turniej Futsal Week Women's Summer Cup |
| 58.  | 16.06 | Poreč        | Polska          | -    | Włochy     | 0:3 (0:2)  | | towarzyski turniej Futsal Week Women's Summer Cup |
| 59.  | 18.06 | Poreč        | Włochy          | -    | Polska     | 2:3 (1:2)  | Agata Sobkowicz, Klaudia Kubaszek, Natalia Majewska                                                                                          | towarzyski turniej Futsal Week Women's Summer Cup |
| NF   | 24.10 | Guarda       | Portugalia U-21 | -    | Polska     | 2:3 (2:1)  | Agata Sobkowicz, Paula Fronczak, Katarzyna Włodarczyk                                                                                        |                                                   |
| NF   | 25.10 | Guarda       | Portugalia U-21 | -    | Polska     | 1:1 (0:0)  | Julia Szostak |                                                   |
| 60.  | 18.11 | Dunakeszi    | Węgry           | -    | Polska     | 0:2 (0:1)  | Katarzyna Włodarczyk, Agata Sobkowicz |                                                   |
| 61.  | 19.11 | Dunakeszi    | Węgry           | -    | Polska     | 0:1 (0:0)  | Agata Bała |                                                   |
| 2024 |       |              |                 |      |            |            | |                                                   |
| NF   | 11.06 | Poreč        | Grenlandia      | -    | Polska     | 1:12 (0:7) | Julia Szostak 3, Natalia Matuszewska 2, Paula Fronczak 2, Agata Sobkowicz 2, Marlena Jaszyk, Julia Basta, Katarzyna Włodarczyk               | towarzyski turniej Futsal Week Women's Summer Cup |
| 62.  | 13.06 | Poreč        | Włochy          | -    | Polska     | 3:2 (0:1)  | Klaudia Kubaszek, Paula Fronczak | towarzyski turniej Futsal Week Women's Summer Cup |
| 63.  | 15.06 | Poreč        | Finlandia       | -    | Polska     | 2:4 (2:2)  | Katarzyna Moskała 2, Julia Szostak, Agata Bała                                                                                               | towarzyski turniej Futsal Week Women's Summer Cup |
| 64.  | 16.06 | Poreč        | Włochy          | -    | Polska     | 3:2 (2:0)  | Julia Szostak, Agata Bała | towarzyski turniej Futsal Week Women's Summer Cup |
| 65.  | 10.09 | Kraków       | Polska          | -    | Francja    | 6:0 (2:0)  | Agata Sobkowicz 2, Paula Fronczak, Natalia Matuszewska, Natalia Majewska, Katarzyna Włodarczyk.                                              |                                                   |
| 66.  | 11.09 | Kraków       | Polska          | -    | Francja    | 7:2 (5:1)  | Agata Sobkowicz, Agata Bała, Klaudia Kubaszek, Paula Fronczak, Maja Szydełko, Natalia Matuszewska                                            |                                                   |
| 67.  | 18.10 | Astana       | Polska          | -    | Niderlandy | 4:2 (1:0)  | Agata Bała 2, Julia Szostak, Julia Basta | turniej eliminacyjny MŚ 2025                      |
| 68.  | 19.10 | Astana       | Polska          | -    | Kazachstan | 7:0 (6:0)  | Julia Szostak, Agata Sobkowicz 2, Paula Fronczak 2, Agata Bała 2                                                                             | turniej eliminacyjny MŚ 2025                      |
| 2025 |       |              |                 |      |            |            | |                                                   |
| 69.  | 11.01 | Telki        | Węgry           | -    | Polska     | 2:1 (0:1)  | Natalia Matuszewska |                                                   |
| 70.  | 12.01 | Telki        | Węgry           | -    | Polska     | 0:5 (0:2)  | Wiktoria Pietrzyk, Julia Basta, Natalia Matuszewska, Katarzyma Włodarczyk, Agata Sobkowicz                                                   |                                                   |
| 71.  | 12.02 | Porto        | Polska          | -    | Maroko     | 6:0 (2:0)  | Julia Szostak 3, Wiktoria Pietrzyk, Anna Chóraś, Agata Bała                                                                                  |                                                   |
| 72.  | 13.02 | Porto        | Portugalia      | -    | Polska     | 3:3 (1:1)  | Agata Bała 2, Wiktoria Pietrzyk |                                                   |
| 73.  | 19.03 | Besancon     | Polska          | -    | Francja    | 6:2 (5:1)  | Agata Sobkowicz 2, Katarzyna Włodarczyk, Paula Fronczak, Izabela Tracz, Julia Szostak                                                        | turniej eliminacyjny MŚ 2025                      |
| 74.  | 20.03 | Besancon     | Polska          | -    | Hiszpania  | 0:5 (0:4)  | | turniej eliminacyjny MŚ 2025                      |
| 75.  | 22.03 | Besancon     | Finlandia       | -    | Polska     | 2:2 (1:0)  | Agata Bała 2 | turniej eliminacyjny MŚ 2025                      |
| 76.  | 18.06 | Poreč        | Polska          | -    | Maroko     | 4:1 (2:1)  | Wiktoria Pietrzyk, Klaudia Kubaszek, Klaudia Dymińska i Julia Szostak                                                                        | towarzyski turniej Futsal Week Women's Summer Cup |
| NF   | 19.06 | Poreč        | Polska          | -    | Grenlandia | 5:0 (1:0)  | Julia Szostak, Katarzyna Włodarczyk, samobójcza, Klaudia Dymińska i Izabela Tracz                                                            | towarzyski turniej Futsal Week Women's Summer Cup |
| 77.  | 21.06 | Poreč        | Polska          | -    | Chorwacja  | 1:0 (1:0)  | Wiktoria Pietrzyk | towarzyski turniej Futsal Week Women's Summer Cup |
| 78.  | 22.06 | Poreč        | Polska          | -    | Czechy     | 1:1 (0:0)  | Katarzyna Włodarczyk | towarzyski turniej Futsal Week Women's Summer Cup |
| 79.  | 9.09  | Katowice     | Polska          | -    | Portugalia |            | |                                                   |
| 80.  | 10.09 | Sosnowiec    | Polska          | -    | Portugalia |            | |                                                   |